# 東逗子站
東逗子站（日语：／ Higashi-zushi eki */?）是一個位於神奈川縣逗子市沼間一丁目，屬於東日本旅客鐵道（JR東日本）橫須賀線的鐵路車站。車站編號是JO 05。

## 历史
- 1947年（昭和22年）：在沼間、櫻山青年會的請求下，成立沼間站建設促進實行委員會[2][3]。

- 1952年（昭和27年）
  - 3月：沼間站改稱東逗子站[2][3]。
  - 4月1日：國鐵橫須賀線車站開業[2][3][4]。
- 1969年（昭和44年）：跨線橋を建設[2]。
- 1987年（昭和62年）4月1日－國鐵分割民營化，本站由JR東日本接手管理。
- 1993年（平成5年）3月：開設綠色窗口[5]。
- 2001年（平成13年）11月18日－JR東日本智能卡系統Suica正式投入服務。
- 2007年（平成19年）
  - 6月29日－本站的綠色窗口關閉。
  - 6月30日－對號座位專用售票機啟用。

## 車站構造
本站是一地面車站，月台採對向式月台2面2線設計。站房位於近大船一邊的上行線月台，兩個月台之間以天橋連接。現為逗子站管理的業務委託站（委託JR東日本車站服務）。站內設有自動售票機、自動驗票閘門、自動精算機。過去自動售票機左手側有綠色窗口，但已於2007年（平成19年）6月29日結束營業，由指定席售票機替代。
2010年（平成22年）設置天橋、電梯、電扶梯，並於1號線月台設置多功能廁所。也因此，月台階梯附近較為狹小。
過去站內有在平日早晨通勤時段營業的超商Let's Kiosk東逗子1號店，之後於2005年（平成17年）12月28日閉店。2006年（平成18年）2月23日於站旁的JR東日本用地內開設24小時營業的超商Three F，2018年1月轉為Lawson Three F。

### 月台配置
| 月台 | 路線                  | 方向 | 目的地                   |
| ---- | --------------------- | ---- | ------------------------ |
| 1    | 橫須賀·總武線（快速） | 上行 | 橫濱、東京、千葉方向     |
| 2    | 橫須賀線              | 下行 | 田浦、橫須賀、久里濱方向 |

（來源：JR東日本:車站構內圖 （页面存档备份，存于））

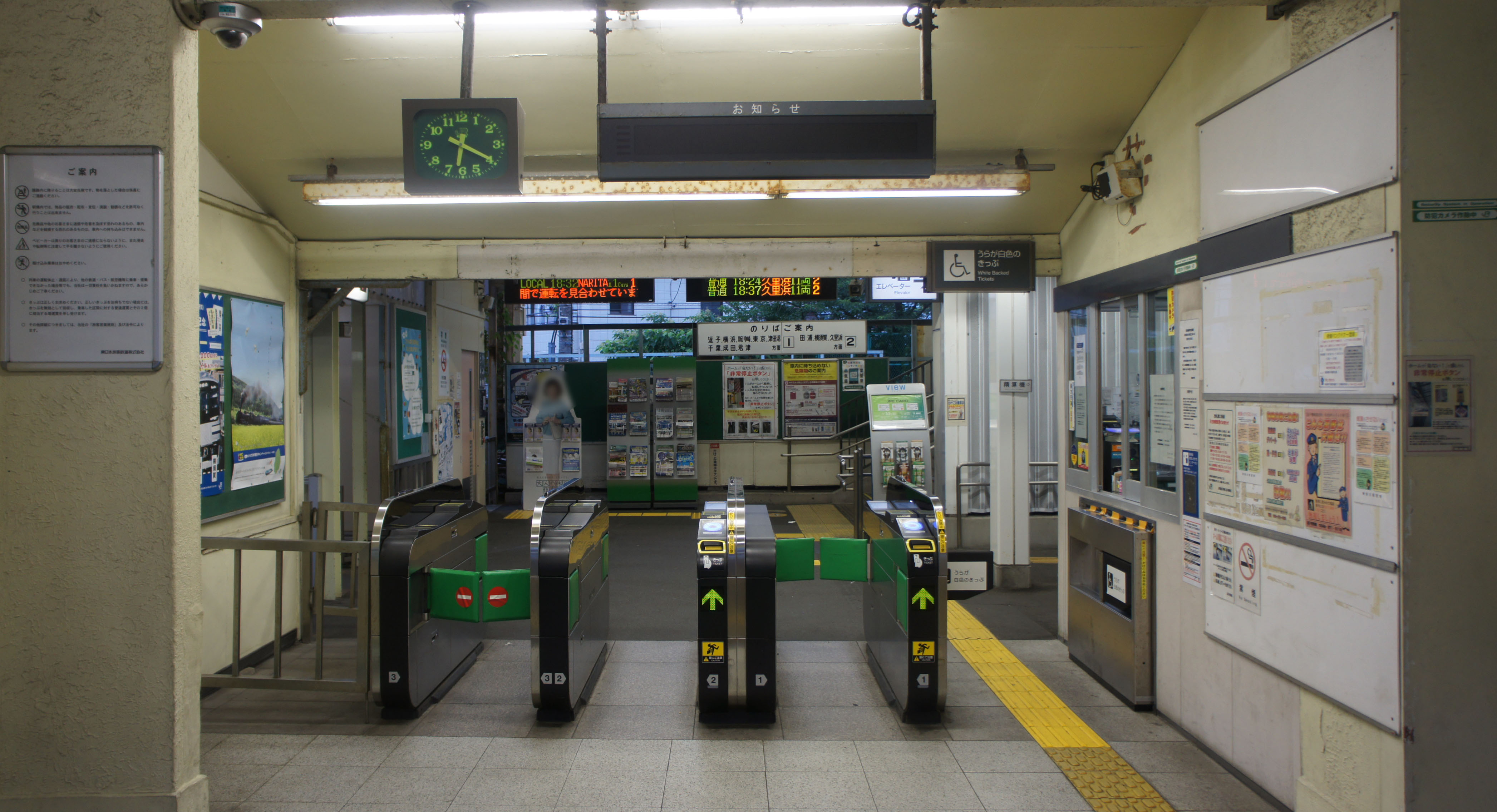
閘口（2019年6月）
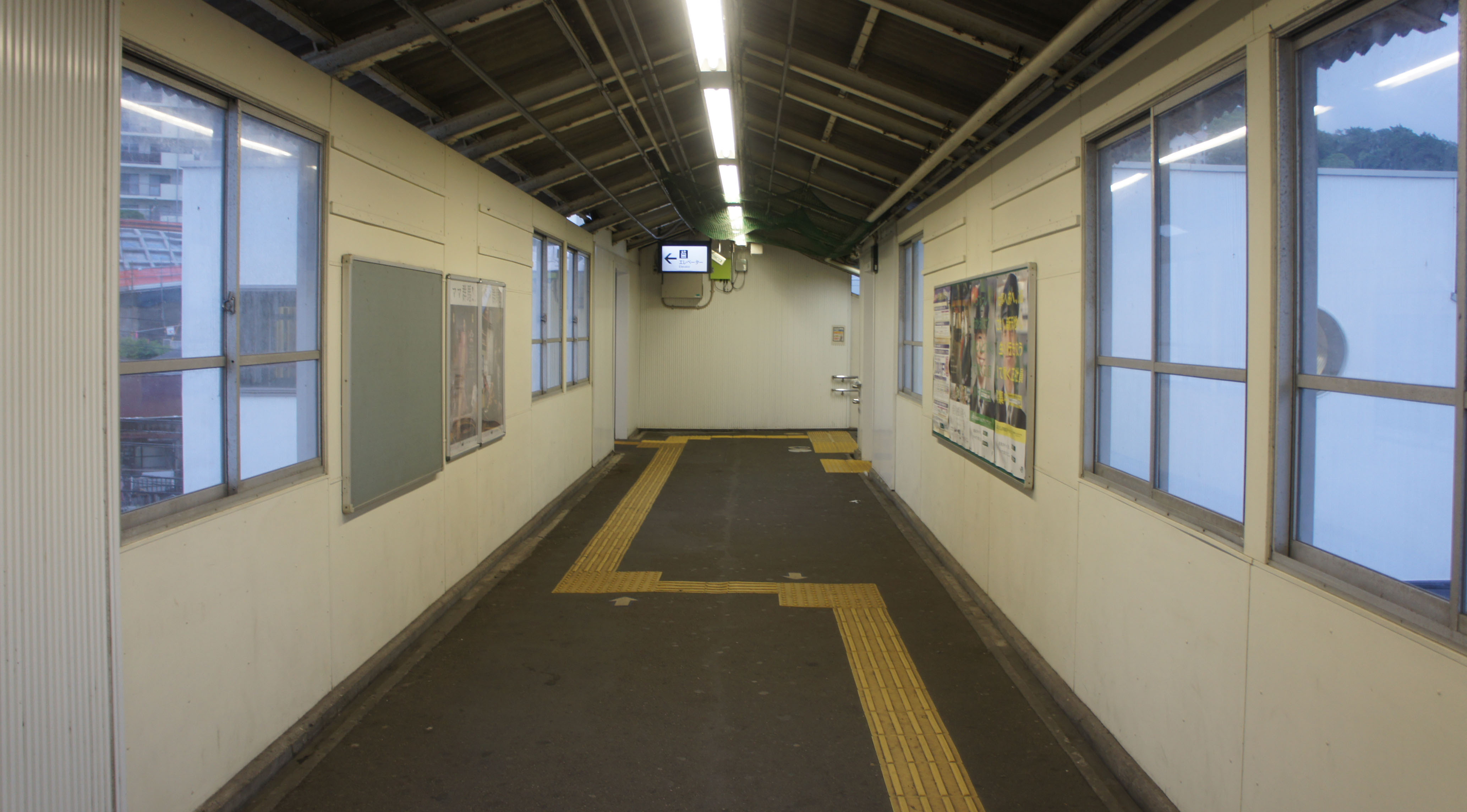
跨線天橋（2019年6月）
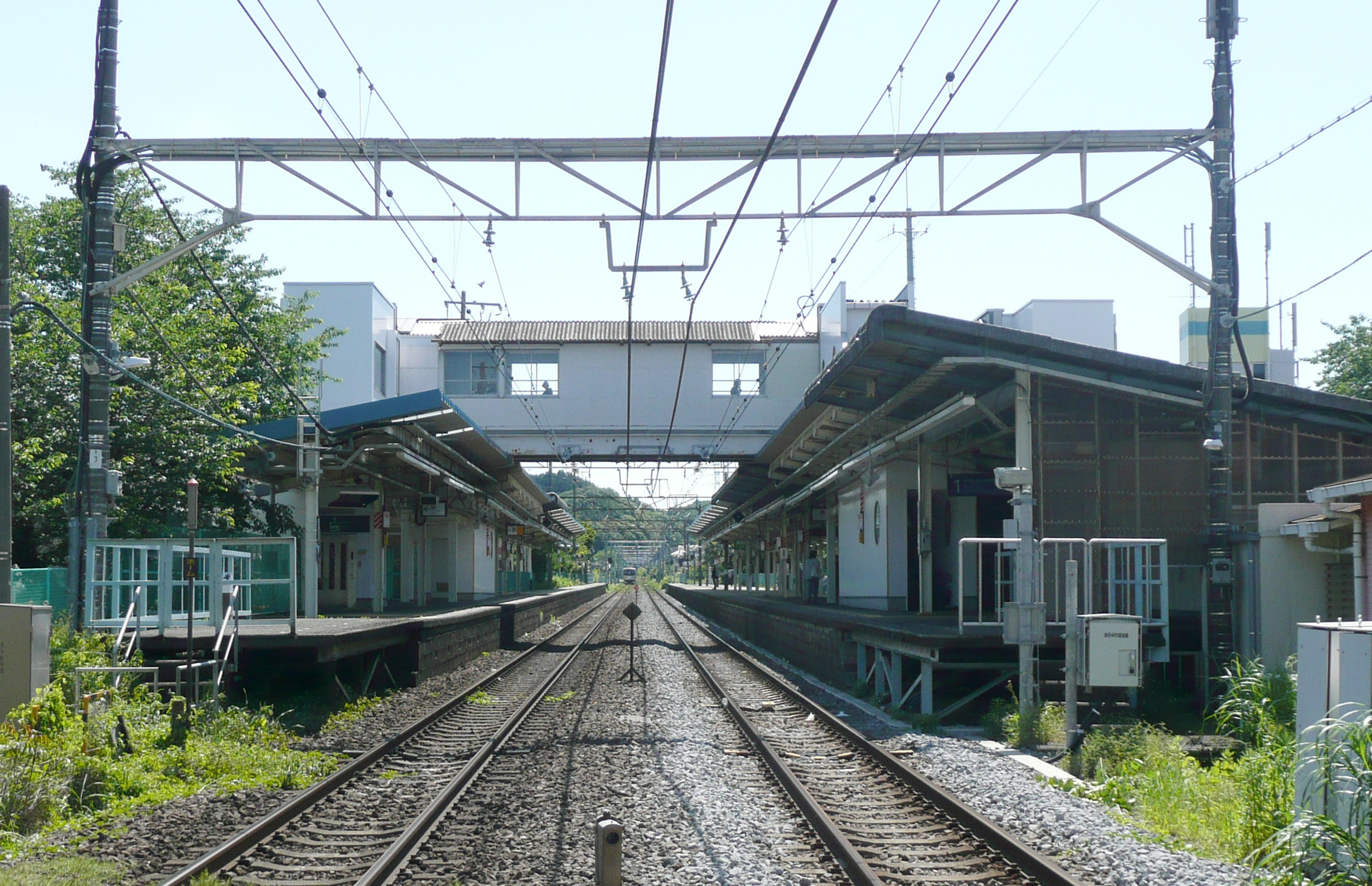
大船方向平交道望向月台（2012年5月）
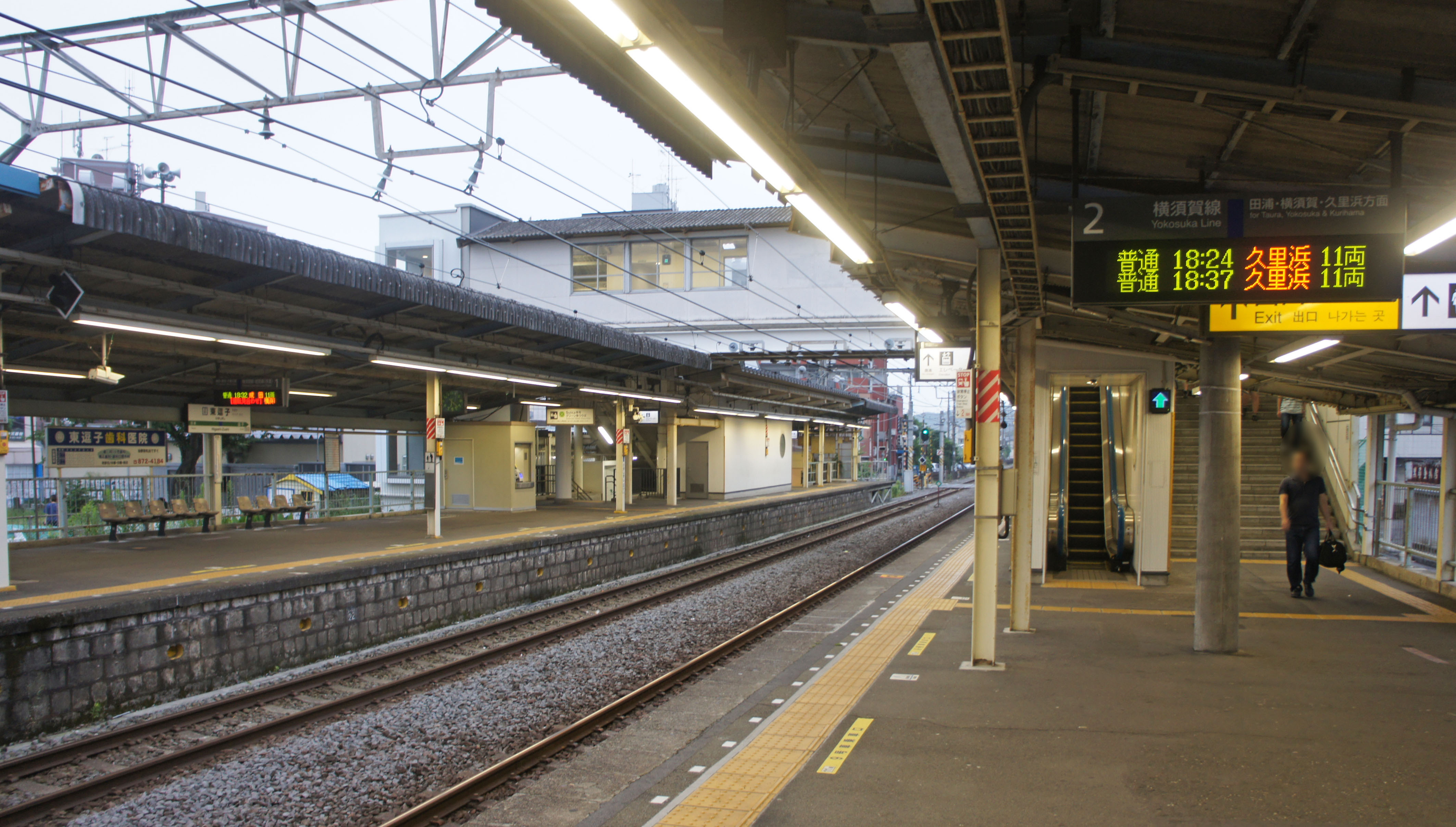
月台（2019年6月）

## 使用情況
2019年（令和元年）度的1日平均上車人次為4,944人。
近年的推移如下表。
| 年度               | 1日平均 上車人次 |
| ------------------ | ---------------- |
| 1995年（平成07年） | 6,003            |
| 2000年（平成12年） | 5,610            |
| 2001年（平成13年） | 5,587            |
| 2002年（平成14年） | 5,556            |
| 2003年（平成15年） | 5,510            |
| 2004年（平成16年） | 5,379            |
| 2005年（平成17年） | 5,359            |
| 2006年（平成18年） | 5,327            |
| 2007年（平成19年） | 5,314            |
| 2008年（平成20年） | 5,402            |
| 2009年（平成21年） | 5,332            |
| 2010年（平成22年） | 5,269            |
| 2011年（平成23年） | 5,198            |
| 2012年（平成24年） | 5,218            |
| 2013年（平成25年） | 5,250            |
| 2014年（平成26年） | 5,060            |
| 2015年（平成27年） | 5,158            |
| 2016年（平成28年） | 5,124            |
| 2017年（平成29年） | 5,136            |
| 2018年（平成30年） | 5,070            |
| 2019年（令和元年） | 4,944            |

## 車站周邊
本站位於田越川沿岸平地，周邊有小型商店街及住宅區。站前有圓環狀計程車招呼站，沒有巴士站。
由於是神武寺·鷹取山登山路線及二子山自然遊步道的入口之一，登山季有許多觀光客出入。
公共設施、神社佛閣等
- 櫻山中央公園
- 第一運動公園 (逗子市)（日语：第一運動公園）[9]
- 神奈川縣逗子警察署（日语：逗子警察署）
- 神武寺

文教設施
- 神奈川縣立逗葉高等學校（日语：神奈川県立逗葉高等学校）
- 逗子市立沼間小學校

商業
- 商工會館
- 東逗子站前大樓
  - 鈴木屋（日语：スズキヤ）東逗子店
- 東逗子站前商店街
- 東逗子東榮會
- 東逗子郵便局

其他
- 池子住宅地區及海軍補助設施（日语：池子住宅地区及び海軍補助施設） - 駐日美軍使用。5月有開放日。

### 巴士路線
站前沒有巴士站，最近的是縣道24號上的「東逗子」巴士站。全部路線皆由京濱急行巴士運行。
- 東方向
  - 逗19 - 往Green hill ※僅平日
  - 逗20 - 往田浦站 ※僅平日
  - 逗21 - 往田浦站（經Green hill） ※僅週六日
- 西方向
  - 逗19、逗20、逗21 - 往逗子站

## 相鄰車站
東日本旅客鐵道（JR東日本）
 橫須賀線
逗子（JO 06）－東逗子（JO 05）－田浦（JO 04）

### 使用情況
JR東日本2000年度以後的上車人次
1. ↑  各駅の乗車人員（2000年度） （页面存档备份，存于） - JR東日本
2. ↑  各駅の乗車人員（2001年度） （页面存档备份，存于） - JR東日本
3. ↑  各駅の乗車人員（2002年度） （页面存档备份，存于） - JR東日本
4. ↑  各駅の乗車人員（2003年度） （页面存档备份，存于） - JR東日本
5. ↑  各駅の乗車人員（2004年度） （页面存档备份，存于） - JR東日本
6. ↑  各駅の乗車人員（2005年度） （页面存档备份，存于） - JR東日本
7. ↑  各駅の乗車人員（2006年度） （页面存档备份，存于） - JR東日本
8. ↑  各駅の乗車人員（2007年度） （页面存档备份，存于） - JR東日本
9. ↑  各駅の乗車人員（2008年度） （页面存档备份，存于） - JR東日本
10. ↑  各駅の乗車人員（2009年度） （页面存档备份，存于） - JR東日本
11. ↑  各駅の乗車人員（2010年度） （页面存档备份，存于） - JR東日本
12. ↑  各駅の乗車人員（2011年度） （页面存档备份，存于） - JR東日本
13. ↑  各駅の乗車人員（2012年度） （页面存档备份，存于） - JR東日本
14. ↑  各駅の乗車人員（2013年度） （页面存档备份，存于） - JR東日本
15. ↑  各駅の乗車人員（2014年度） （页面存档备份，存于） - JR東日本
16. ↑  各駅の乗車人員（2015年度） （页面存档备份，存于） - JR東日本
17. ↑  各駅の乗車人員（2016年度） （页面存档备份，存于） - JR東日本
18. ↑  各駅の乗車人員（2017年度） （页面存档备份，存于） - JR東日本
19. ↑  各駅の乗車人員（2018年度） （页面存档备份，存于） - JR東日本
20. ↑  各駅の乗車人員（2019年度） （页面存档备份，存于） - JR東日本

## 外部連結
- 車站資訊（東逗子）：東日本旅客鐵道

35°17′57″N 139°36′04″E / 35.299055°N 139.601165°E